# Ширакаванский собор
Ширакаванский собор (арм. Շիրակավանի ժողով) — поместный собор Армянской апостольской церкви, состоявшийся в Ширакаване предположительно в 862 году. Предметом обсуждения на соборе было отношение Армянской церкви к Халкидонскому собору 451 года. Сохранившиеся документы не позволяют восстановить ход собора, дата его проведения известна не точно. Смысл принятых собором решений является предметом дискуссии.

## Предыстория

### Отношение Армянской церкви к Халкидонскому собору
В 451 году состоялся Вселенский Четвёртый Халкидонский собор, созванный византийским императором Маркианом по поводу ереси Евтихия, то есть монофизитства. В силу сложной обстановки в Армении, где в то время происходило восстание под предводительством Вардана Мамиконяна против персов представители Армянской церкви на соборе не присутствовали. После подавления восстания у Армянской церкви появилась возможность уделить этому вопросу внимание, однако во второй половине V века начался монофизитский спор по поводу авторитета Халкидонского собора. В 482 году император Зенон (474—491) принял компромиссный документ, Энотикон, призванный примирить конфликтующие стороны. В 506 году католикос Бабкен I созвал собор в Двине, на котором был официально принят Энотикон. Согласно историку Армянской церкви патриарху Магакии, на этом соборе был подтверждён символ веры признаваемого Армянской церковью вселенского Эфесского собора 431 года и отвергнуты все исходящие от Нестория учения, к которым было отнесено учение Халкидонского собора. Согласно мнению Н. Г. Адонца решение Армянской церкви порвать с константинопольским патриархатом имело не догматическую, а иерархическую причину и было вызвано стремлением «стать на путь национализации церкви как иерархически автономного учреждения».
С восшествием на византийский престол в 518 году сторонника халкидонизма Юстина I (518—527) Энотикон был отвергнут и принята доктрина, утверждённая на Халкидонском соборе. С этого времени в церковной политике Византийской империи вопрос о признании Халкидонского собора стал принципиальным. Значение этого собора было подтверждено Пятым вселенским собором, состоявшимся в Константинополе в 553 году по инициативе императора Юстиниана I (527—565). Однако Армянская церковь решила не менять своего первоначального решения и на Двинском соборе 554 года, от которого ведёт отсчёт армянский церковный календарь, она повторила осуждение несторианства, а в этой связи также и Халкидонского собора. При преемниках Юстиниана попытки объединения церквей не прекращались. В 571 году началось восстание армян против персов, католикос Ованес II
и Вардан Мамиконян возглавили посольство в Византию, где договорились о
поддержке со стороны императора Юстина II (565—578) и вошли в церковное общение с греками. Император Маврикий (585—602), отвоевавший у персов значительную часть Армении, потребовал от католикоса Мовсеса II явиться в Константинополь для проведения переговоров. Поскольку резиденция Мовсеса в Двине оставалась в персидской части Армении, он ответил отказом, и Маврикий назначил отдельного католикоса для своей части Армении. В результате на территории Армении начались споры по вопросу о двух природах Христа и Халкидонском соборе, а число халкидонитов возросло.
Вскоре после начала новой ирано-византийской войны 602—628 годов, Иран вернул свои владения в Армении и халкидонский католикосат был упразднён. В 609 году католикос Абраам Албатанеци созвал в Двине собор, на котором епископов-халкидонитов принудили осудить Халкидонский собор. Таким образом, в персидской Армении антихалкидонитство вернуло свои позиции, в отличие от соседней Картли, сохранившей церковные связи с Византией. После победоносного завершения войны с персами император Ираклий I некоторое время провёл в Армении, восстанавливая власть империи в этой стране, управление которой он доверил своему сподвижнику Мжежу Гнуни. В это время был смещён католикос Христофор II и Мжеж потребовал от нового католикоса Езра I вступить в церковное общение с императором, так как вся Армения оказалась объединена под одной властью. В случае отказа он угрожал поставить другого католикоса. Езр согласился и попросил предоставить ему исповедание веры императора. В этом документе провозглашались анафемы Несторию и другим еретикам и не было осуждения Халкидонского собора. После этого в 630 или 631 году Езр отправился в Месопотамию для личного свидания с императором и там они совместно причастились. Однако это не прекратило религиозных разногласий в Армении и для их устранения Ираклий предложил Езру созвать собор в Феодосиополе. Собор состоялся в 633 году и продолжался в течение месяца. Главным предметом обсуждения на нём было отношение к Халкидонскому собору. Основным противником Халкидонского собора в те годы выступал философ Иоанн Майраванеци. После продолжительного обмена мнениями были составлены соборные определения, в которых Армянская церковь приняла не продолжать более споров по этому вопросу. Согласно армяно-халкидонитской традиции на Феодосиопольском соборе была заключена уния с Константинопольской церковью, однако современная Армянская церковь истолковывает решения собор как принятие монофелитства, а не халкидонизма. Тем не менее, споры продолжились и после, так как к Иоанн Майраванеци примкнули некоторые из отсутствовавших на Феодосиопольском соборе епископов. После смерти Езра в 640 году антихалкидонизм в Армении усилился, и к Майраванеци примкнул правитель Армении Теодорос Рштуни. Новый католикос Нерсес III на Двинском соборе 648 года, по мнению Ю. А. Кулаковского подтвердил принятое решение и отправил в ссылку Иоанна Майраванеци. Согласно другой точке зрения, на этом соборе Халкидонский собор был предан анафеме.
При католикосе Сааке Дзоропореци (667—703) в правление императора Юстиниана II (685—695, 705—711) была сделана ещё одна попытка установить унию, однако и она не оказалась долговечной. При преемнике Саака, католикосе Елии I, на соборе в Партаве в 704 году было повторено осуждение Халкидонского собора. При Ованесе III были приняты решения, отклоняющиеся от обрядовой практики Константинопольской церкви.

### Переписка патриарха Фотия с армянами

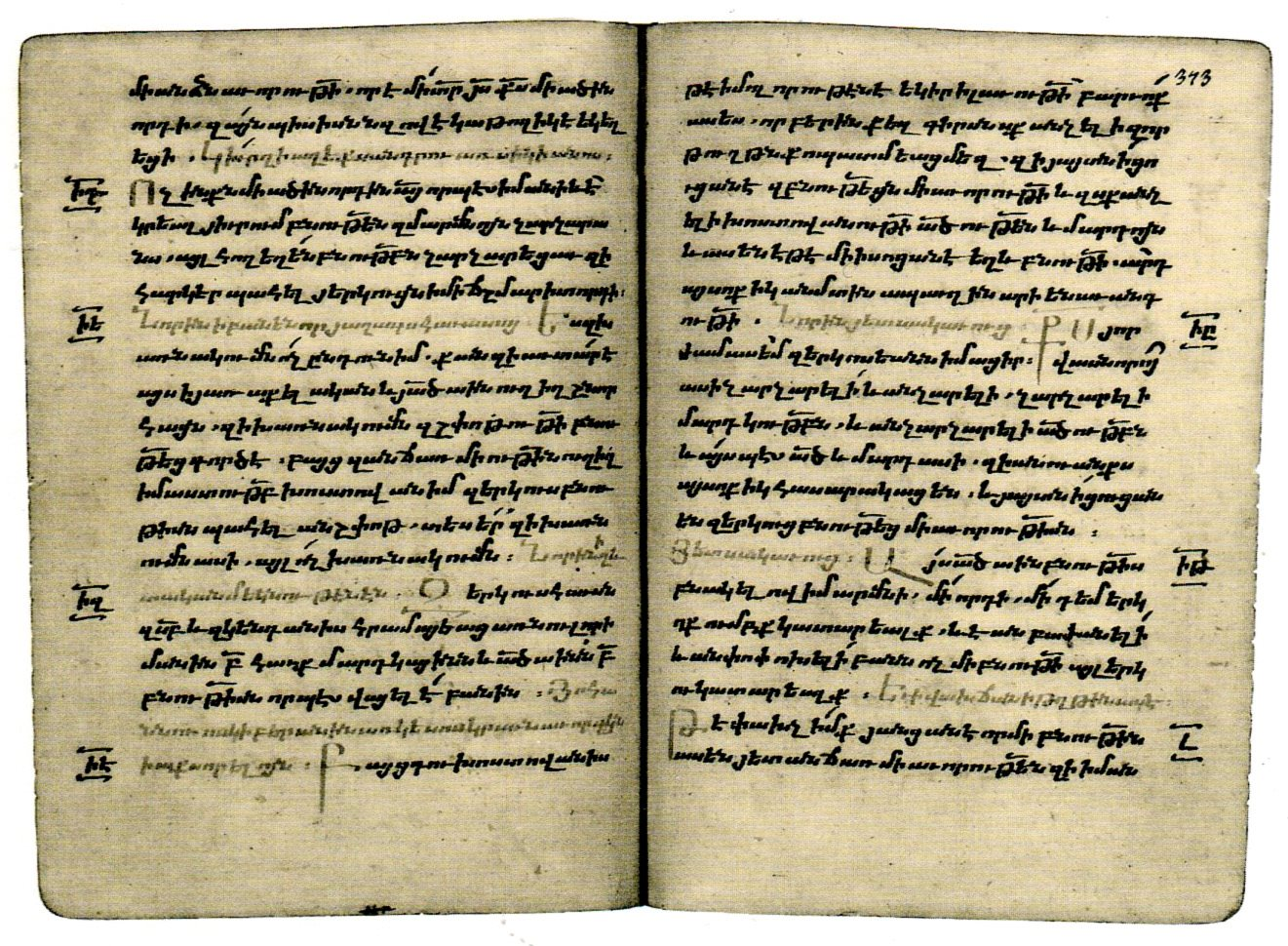
Текст письма Фотия из рукописи 1221 года. Национальная библиотека Франции

В VIII веке и в первой половине IX века контакты Армении и Византии носили эпизодический характер. В начале 850-х годов появляются свидетельства об участии Византии в Армянских делах в начале 860-х годов началась оживлённая переписка патриарха Константинопольского Фотия (857—867, 877—886) с католикосом Закарией I (854—876) и князем князей Ашотом I (862—885). Как и ранее, основным предметом переписки являлось отношение к Халкидонскому собору и попытки Византии восстановить церковное единство. Датировка посланий является предметом многочисленных исследований. Основными источниками являются следующие:
- Досье материалов, относящихся к Ширакаванскому собору, начинающееся с колофона, в котором говорится о времени и месте проведения собора. Далее следуют 15 анафематизмов[12]. В досье входит также «Послание патриарха Фотия католикосу Великой Армении Закарии о двух соединённых природах и одном лице господа нашего Иисуса Христа и об истинности собора святых отцов в Халкидоне», являющееся ответом на не сохранившееся послание Закарии. Судя по ответу Фотия, Закария в своём письме излагал сомнения относительно Халкидонского собора и отвергал от Армянской церкви обвинения в следовании учениям Якова Занзала, Юлиана Галикарнасского, Петра Антиохийского и Евтихия, настаивая на том, что армяне — ученики святого Григория Просветителя. Основная часть письма Фотия состоит из двух разделов — исторического и полемического. Целью первой части являлось показать, что Армянская церковь в течение столетия принимала Халкидонский собор, а затем неоднократно вступала в союз с греческой церковью. Эта часть содержит многочисленные хронологические ошибки. Вторая часть доказывает недопустимость мысли о том, что вся вселенская церковь утратила истину и только армянская её сохранила. Во второй части также обосновывался авторитет греческой церкви в вопросах веры и опровергаются возражения против Халкидонского собора[13]. Согласно мнению Фотия, суждение армян о Халкидонском соборе основывалось на недостоверных слухах. В опровержение их он приводит 35 авторитетных мнений по поводу двух природ и первым среди них — якобы принадлежащее католикосу Сааку I[англ.], высказанному им на Аштишатском соборе[14]. Относительно аутентичности этого послания существуют различные точки зрения, касающиеся объёма содержащихся в нём интерполяций и ошибок переписчиков. Труднообъяснимыми являются многочисленные ошибки в тексте и то обстоятельство, что крупнейший учёный среди византийских патриархов прибегал к армянским источникам для подтверждения фактов истории собственной церкви. В любом случае, однако, послание воспринималось в Армении в то время как аутентичное и потому является столь же значимым фактом византийско-армянских церковных отношений, как и документы, написанные Фотием собственноручно[15].
- Три документа, датируемых в настоящее время периодом второго патриаршества Фотия (877—886)[16]:
  - «Письмо великого константинопольского патриарха Фотия князю князей Ашоту». Этот краткий документ сохранился только в армянской версии. В нём Фотий стремится убедить адресата признать Халкидонский собор и поверить в две природы Иисуса Христа. Сообщается также о посылке Ашоту частицы Животворящего Креста[15].
  - Ответное послание от князя князей Ашота, составленное Сааком Мрутом, в котором опровергается правомерность Халкидонского собора и идея о двух природах. Князь при этом заявляет о своей преданности империи и благодарит за присланную реликвию[16].
  - Написанное Ашоту от имени Фотия опровержение ответного послания, написанное в резком тоне[16].

Известен также ещё ряд посланий Фотия к армянам, написанных после 875 года, содержащих разъяснение отдельных положений предыдущей переписки.

## Собор и его результаты
Информация о ходе собора известна из двух источников. Первым из них является колофон «досье» Ширакаванского собора, начинающееся словами: «В 311 году армянского летосчисления константинопольский патриарх Фотий отправил Вахана, архиепископа Никеи, в Армению к Закарии, католикосу Великой Армении. Католикос созвал собор в Ширакаване из многочисленных епископов и монахов, в присутствии спарапета Армении Ашота, ибо тот пребывал там в стане вместе со своими отрядами из азатов, которые собрал, поскольку отложились северные страны. Там был и Нана, великий сирийский дьякон, прославленный философ». 311 год армянской эры соответствует периоду между 25 апреля 862 года и 24 апреля 863. По мнению французского исследователя И. Дорфман-Лазарева вероятным временем проведения собора является май-октябрь 862 года. Другим источником, сообщающим дату проведения собора, является армянский хронист XIII века Вардан Аревелци, согласно которому событие имело место в 318 году. Однако эта датировка считается ошибочной, так как в это время патриарх Фотий находился уже в изгнании, а Ашот уже носил титул князя князей. Уточнение колофона о том, что пребывание Ашота в Ширакаване было вызвано военной необходимостью объясняется тем, что в это время Ширакаван уже был резиденцией католикоса, но ещё не стал столицей государства армянских Багратидов. Предполагаемая дата собора приходится на богатый событиями период в Армении и сопредельных государствах — после убийства в декабре 861 года халифа Аль-Мутаваккиля роль халифата в армянских делах уменьшилась, а власть князя Ашота укреплялась. В Константинопольской церкви в начале 860-х годов в разгаре был внутрицерковный конфликт, приведший известному как Фотиева схизма расколу.
Ход собора не известен, и предполагается, что на нём, склоняя армян к принятию Халкидонского собора, выступил епископ Вахан (Иоанн) Никейский. В его речи, сохранившаяся в документе под условным названием «Ответные заявления армян», основное внимание уделено спорному моменту о соединении природ в Иисусе Христе. В многочисленных определениях разъясняется учение о каждом из лиц Троицы и их взаимном отношении.
Следующие далее 15 анафематизмов в рукописях представлены как естественное продолжение речи епископа Никейского, однако по мнению К. Н. Юзбашяна они представляют собой совершенно отдельный раздел. Из этих анафематизмов шестой и седьмой направлены против монофизитов, а 13 и 14 против хулителей Халкидонского собора. Назначение этих анафематизмов не понятно, и единого мнения о том, следует их считать принятыми или отвергнутыми актами собора, нет. По крайней мере известно, что решения Ширванаканского сбора не вошли ни один из сборников армянского канонического права. Дискуссионным является также о том, состоялся ли в действительности Ширакаванский собор. Согласно преобладающему среди арменоведов мнению, «Послание» Фотия к Захарии аутентично, а миссия Иоанна, как эмиссара патриарха, действительно имела место. Альтернативной точки зрения придерживается российский историк В. А. Арутюнова-Фиданян отмечающая, что материалы «Ширакаванского досье» были созданы армянами-халкидонитами, а собора в действительности не было.

### Первичные источники
- Послание патриарха Фотия католикосу Великой Армении Закарии // Православный палестинский сборник Фотия, святейшего архиепископа константинопольского. О гробе Господа нашего Иисуса Христа и другие малые творения. — СПб., 1892. — Вып. 31.

### Исследования
на русском языке
- Арутюнова-Фиданян В. А. Полемика между халкидонитами и монофизитами и переписка патриарха Фотия // Вестник ПСТГУ. I: Богословие. — 2010. — Вып. 2. — С. 23-33.
- Кулаковский Ю. А. История Византии. — СПб.: Алетейя, 1995. — Т. III. — 455 с. — 300 экз.
- Магакия (Орманян). Армянская Церковь. — Puna Musta, 2006. — 208 с.
- Россейкин Ф. М. Первое правление Фотия, патриарха Константинопольского. — Сергиев Посад, 1915. — 491 с.
- Шагинян А. К. Армения и страны Южного Кавказа в условиях византийско-иранской и арабской власти. — СПб.: Алетейя, 2011. — 512 с. — ISBN 978-5-914195-73-8.
- Юзбашян К. Н. Армянские государства эпохи Багратидов и Византия в IX-XI вв.. — М.: Наука, 1988. — 299 с. — 5000 экз.

на французском языке
- Dorfmann-Lazarev I. Arméniens et byzantins à l'époque de Photius: deux débats théologiques après le triomphe de l'orthodoxie. — Peeters, 2004. — 321 p.